# Bruce Tarr
Bruce E. Tarr (nascido em 2 de janeiro de 1964 ) é o líder da minoria no Senado de Massachusetts. Ele é membro desde 1995, representando o 1º Distrito de Essex e Middlesex. Ele é membro do Partido Republicano dos Estados Unidos e ex-membro da Câmara dos Representantes de Massachusetts. Em junho de 2009, o senador estadual republicano Scott Brown descreveu o caucus de 5 membros no Senado como "liderado" pelo senador Tarr.
O primeiro distrito de Essex e Middlesex inclui Gloucester, Boxford, Essex, Georgetown, Groveland, Hamilton, Ipswich, Manchester, Middleton, Newbury, North Andover, North Reading, Rockport, Rowley, Wenham, West Newbury e Wilmington.
Tarr nasceu em Gloucester, Massachusetts. Ele é graduado pela Suffolk University, por seus estudos de graduação e JD. Antes de ser eleito para o Senado em 1994, ele foi membro da Câmara dos Representantes de Massachusetts de 1991 a 1995.

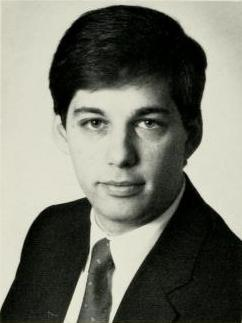
Tarr como Representante do Estado em 1991

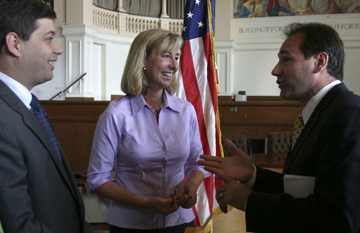
Tarr com Kerry Healey e John Cogliano em 2004

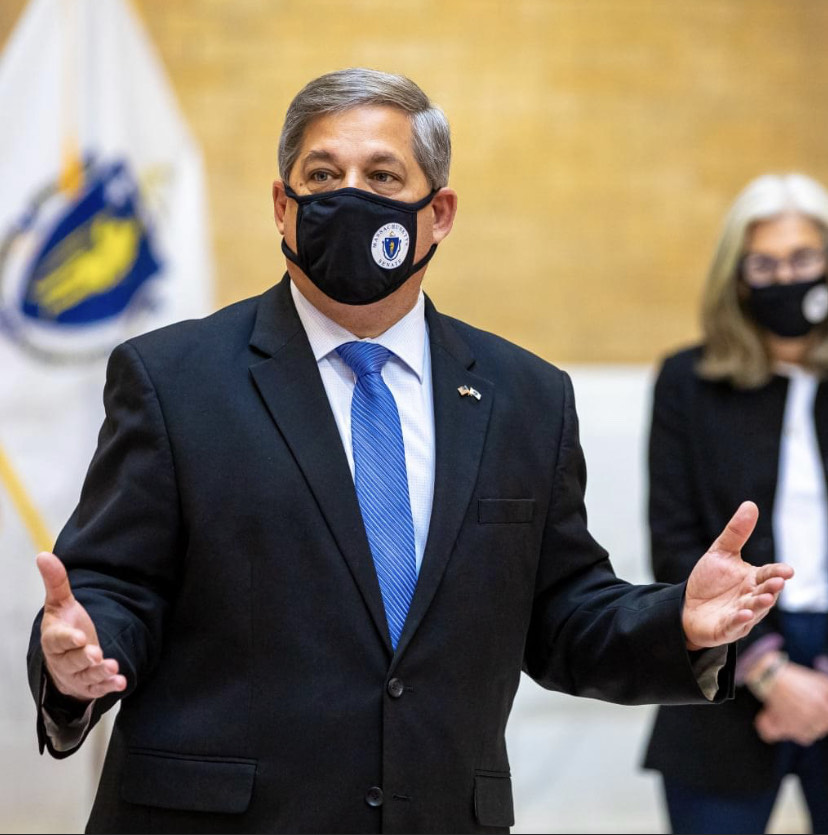
Tarr em uma assinatura de projeto de lei em 2021